# Raková (Zádveřice-Raková)
Raková je severní část obce Zádveřice-Raková v okrese Zlín. Je zde evidováno 91 adres. Trvale zde žije 210 obyvatel.
Raková je také název katastrálního území o rozloze 2,53 km2.

## Další fotografie

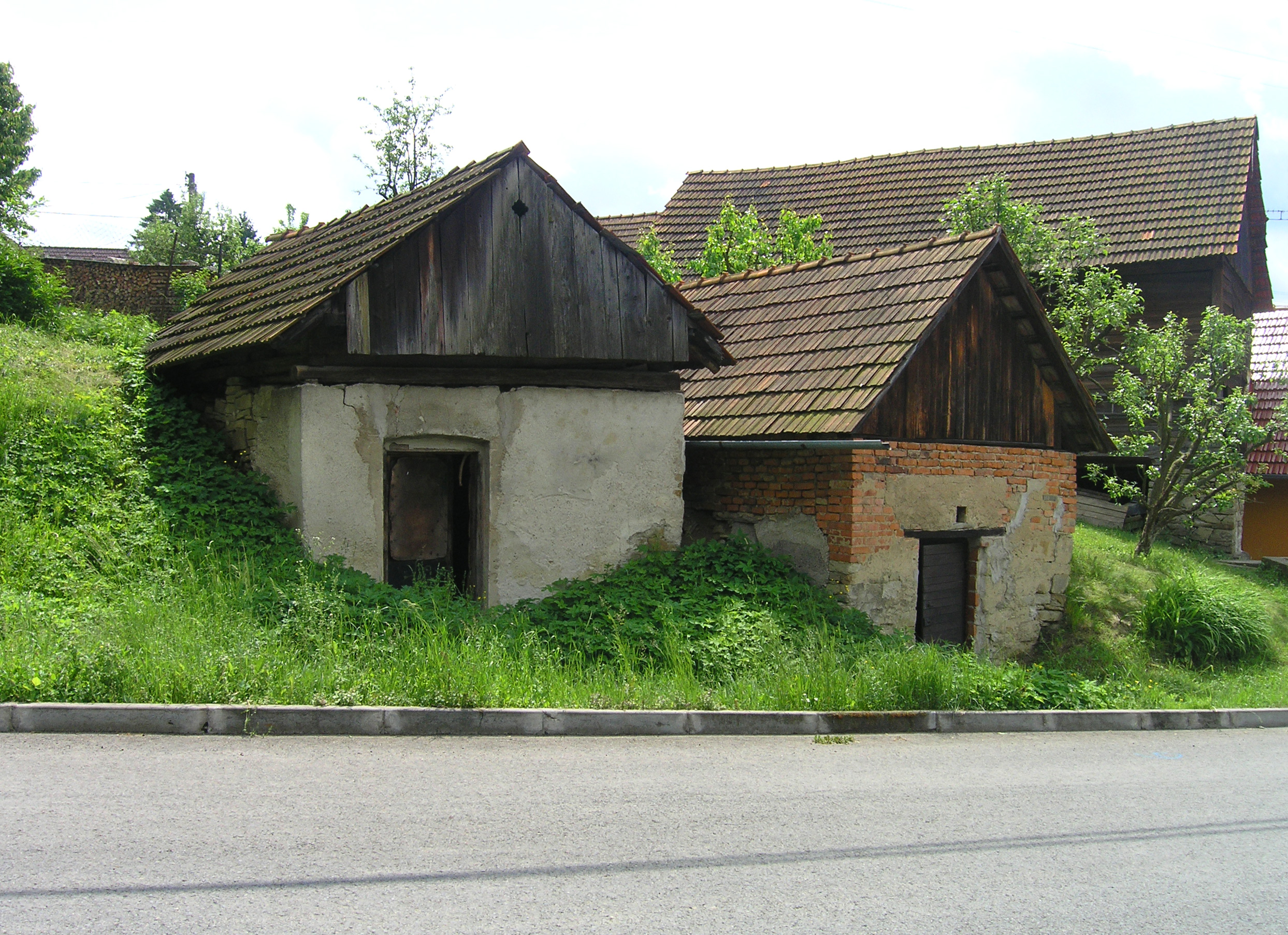
Vinné sklepy
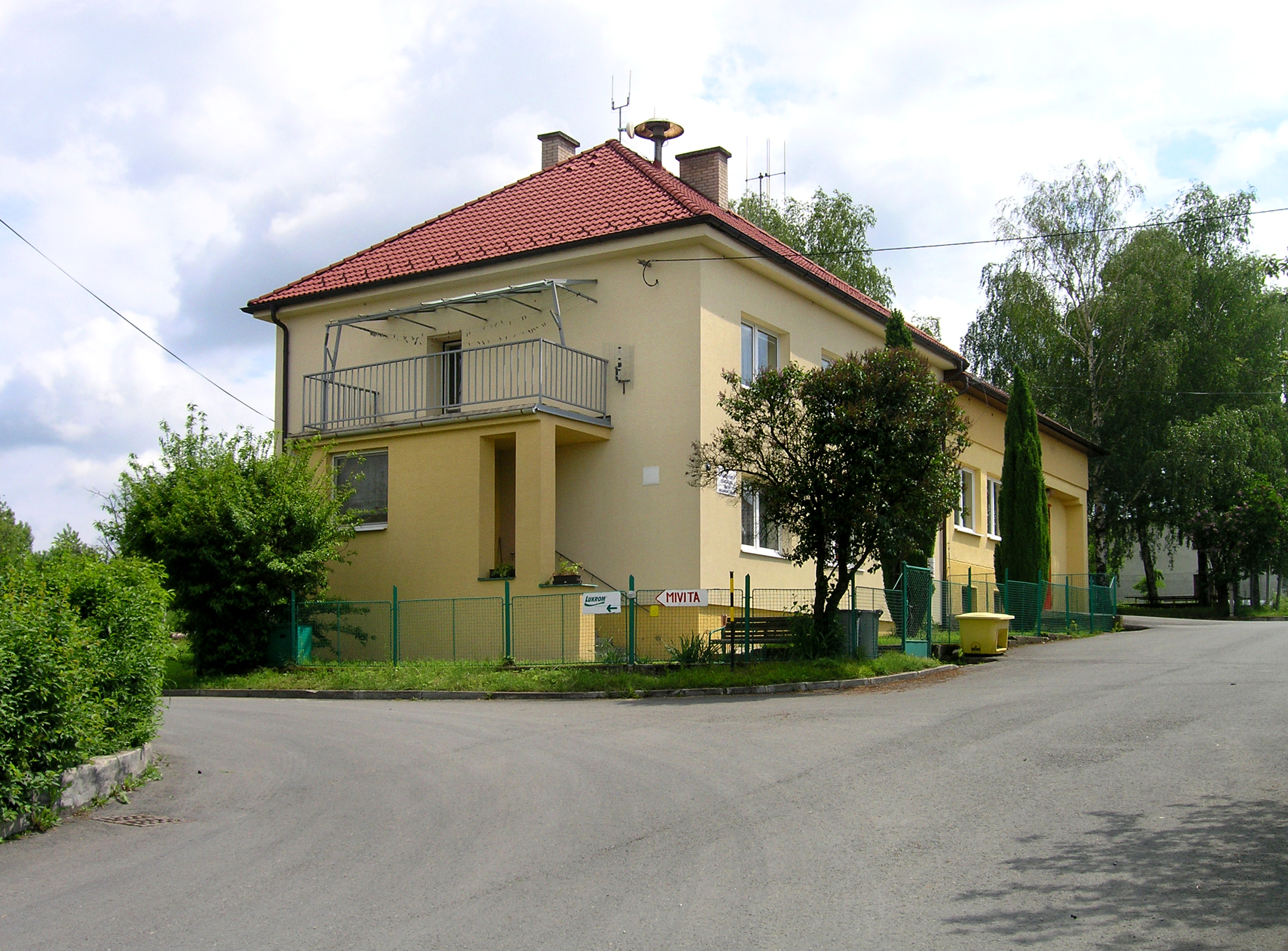
Východní část